# 小行星20271
小行星20271（20271 Allygoldberg）是一颗绕太阳运转的小行星，为主小行星带小行星。该小行星于1998年3月20日发现。

## 轨道参数
小行星20271的轨道半长轴为2.2081879 UA，离心率为0.041。